# 狄昂火山群
狄昂火山群（羅馬化：Dihyang）是一處位於印度尼西亞中爪哇省狄昂高原的火山群，此處至少有2至3座以上的複式火山，20處小火山口，以及在更新世到全新世間便存在的火山錐群；整座火山群面積達6（3.7英里）×14（8.7英里）。其中一座名為珀拉胡（Prahu）的複式火山，其山形在更新世時期被一個更大的火山口截斷，後來在周圍生成一系列年輕的寄生火山錐、火山穹丘、火山口，當中有不少火山口已經成為火山湖。有一部分的火山口充滿火山氣體，造成不少人傷亡，其中一件案例發生在1979年2月20日，一處名為西尼拉（Sinila）火山口曾冒出大量有毒氣體，造成附近的佩基薩蘭村（Pekisaran）149人因氣體中毒而死亡。該地區也是一處主要的地熱發展點。

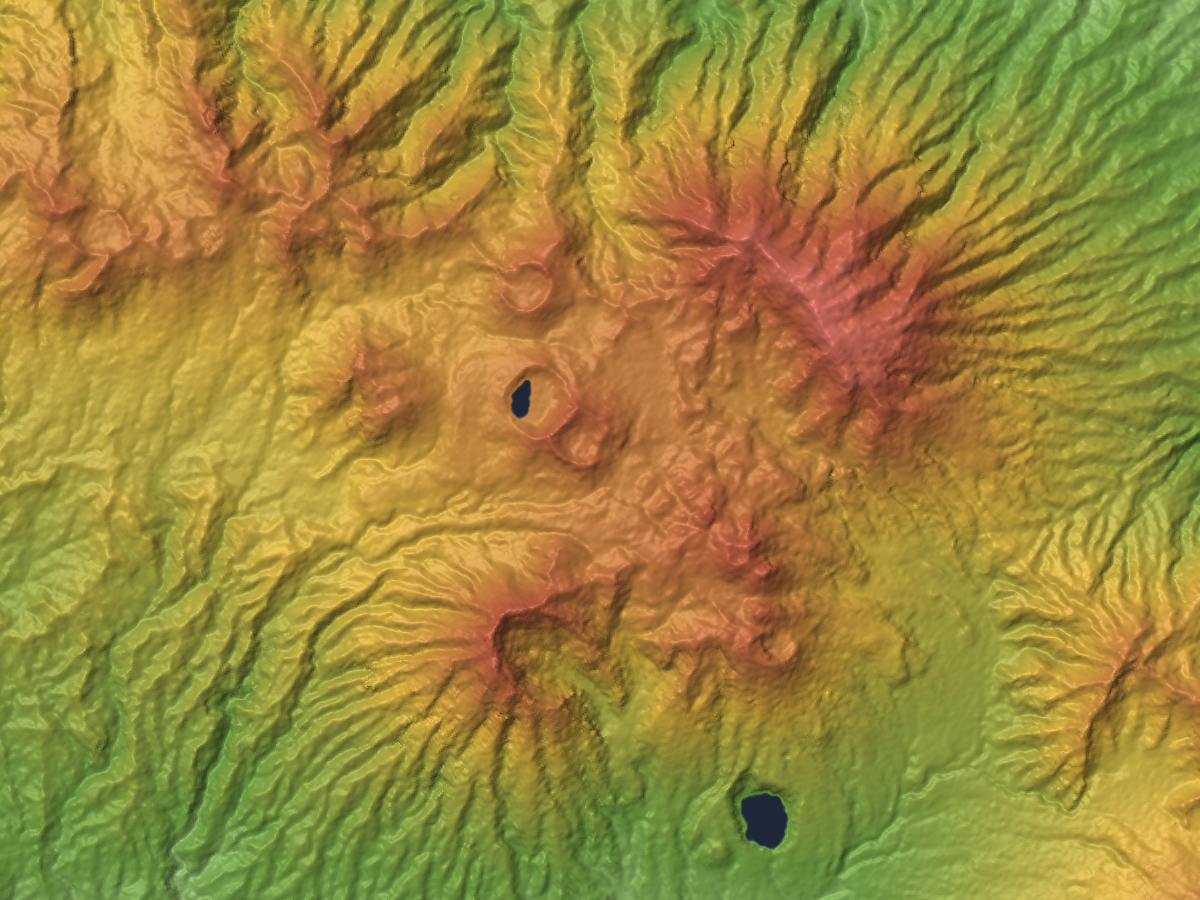
狄昂火山群的地形圖。

## 外部連結
- Articles （页面存档备份，存于） about the Dieng Plateau（英语：Dieng Plateau）